# Chandler Motor Car

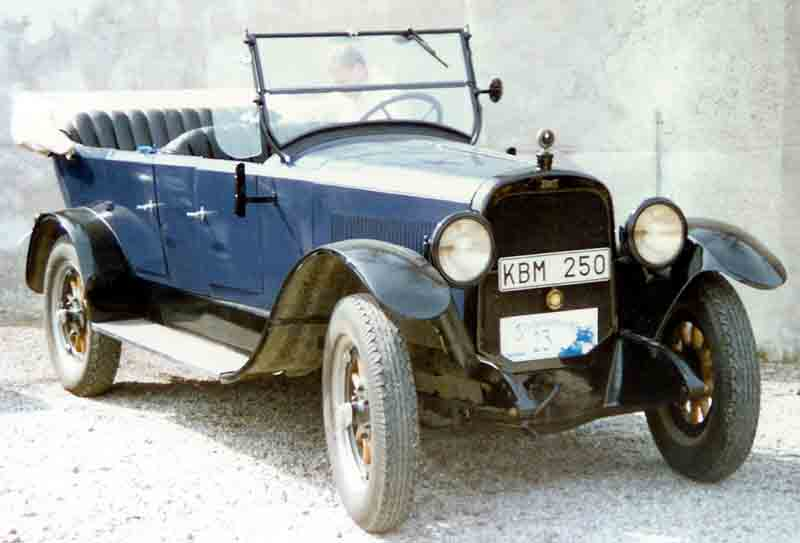
Chandler Light Weight Modell 19 Tourenwagen (1919)

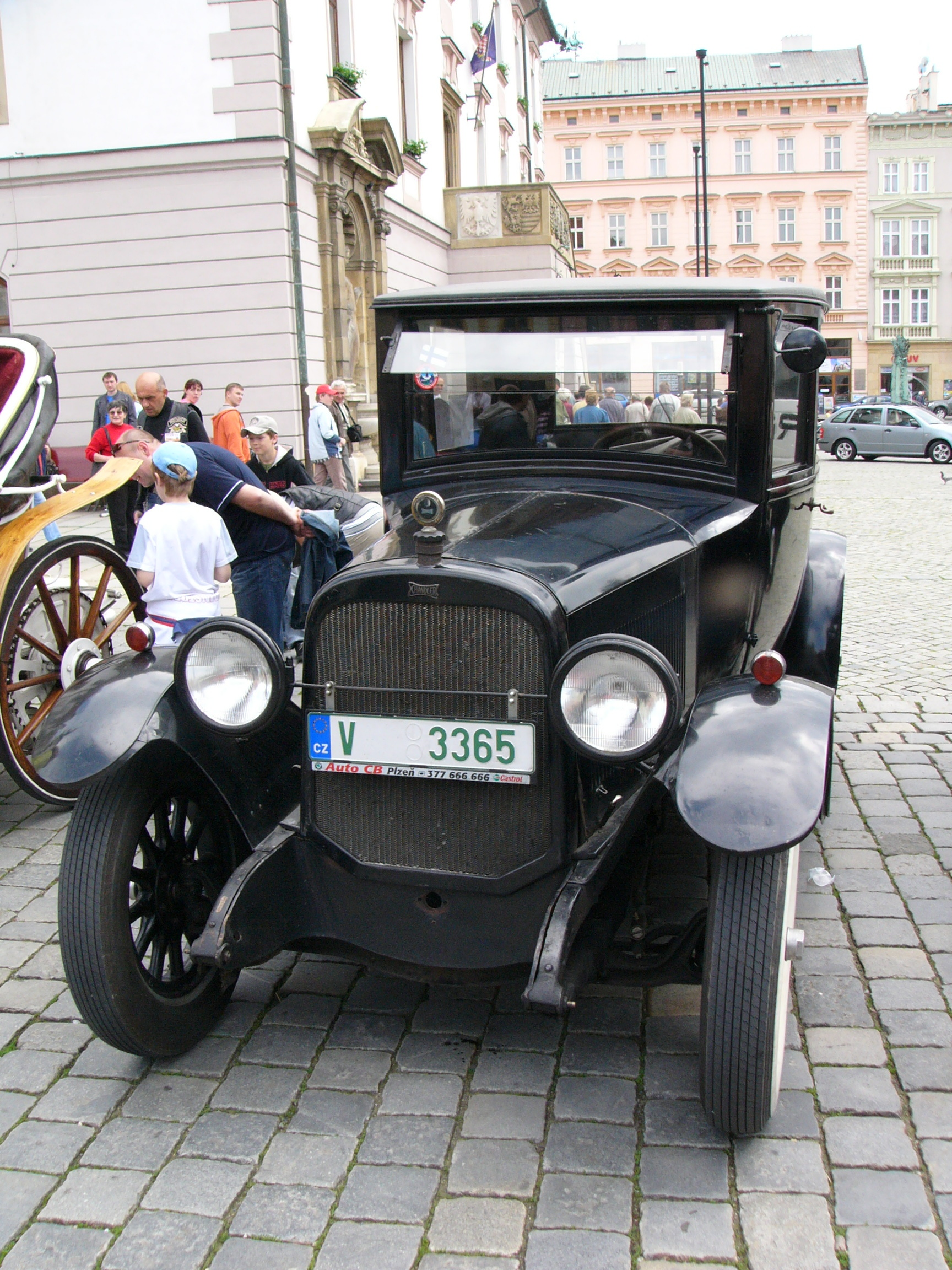
Chandler Modell 27 Opera Coupé (1919)

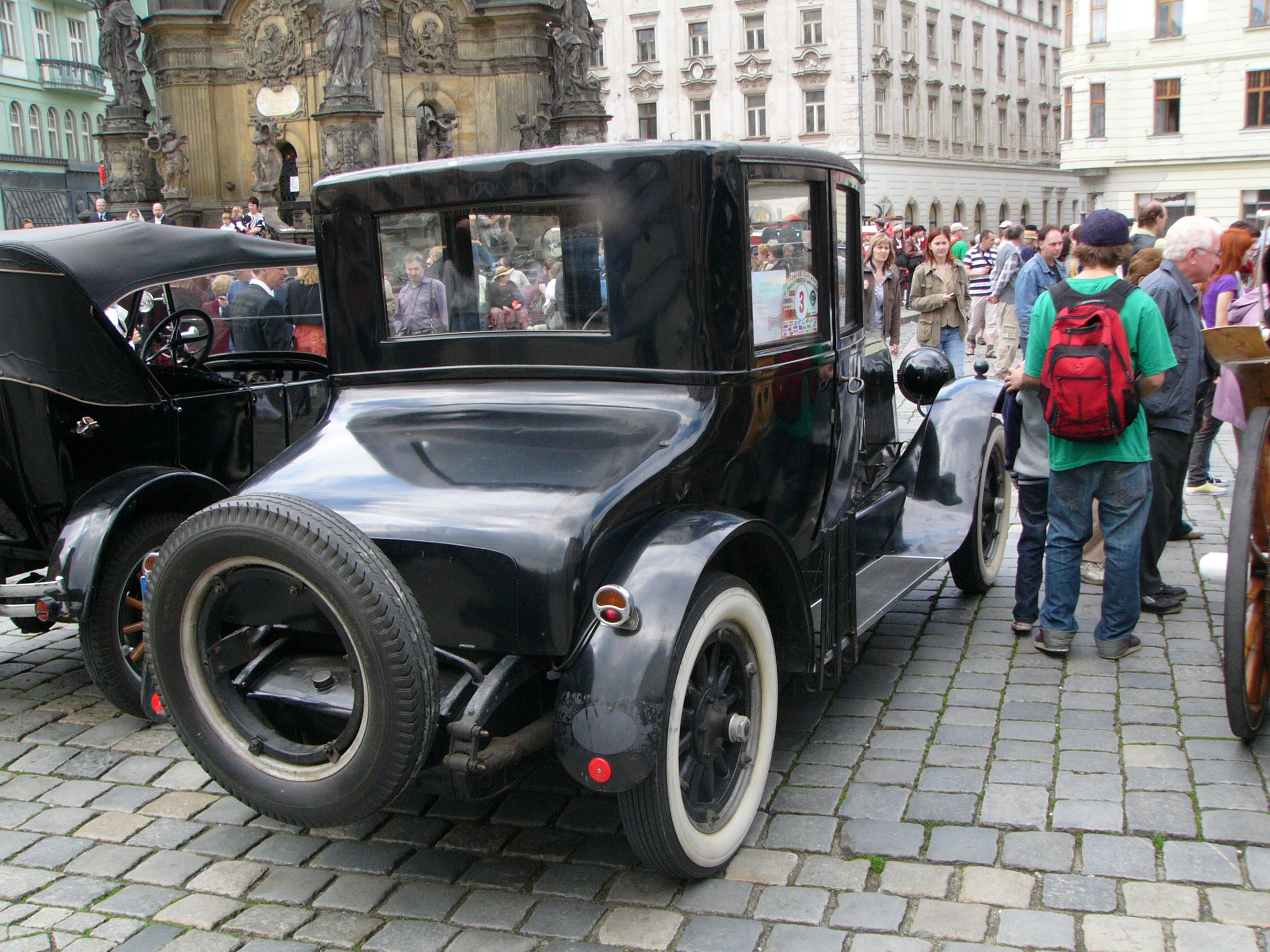
Chandler Modell 27 (1919)

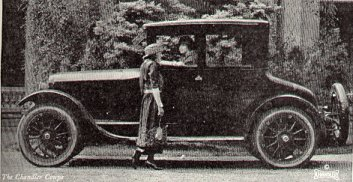
Chandler Modell 20 Coupé (1920)

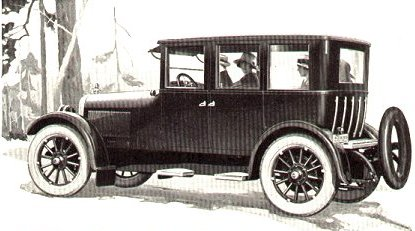
Chandler Modell 22 Metropolitan Sedan (1922)

Werbeplakat von Walter Cyliax (1928)

Die Chandler Motor Car Company war ein US-amerikanischer Automobilhersteller in den 1910er- und 1920er-Jahren.

## Gründung und Strategie des Unternehmens
Das Unternehmen wurde 1913 von Frederick C. Chandler in Cleveland (Ohio) gegründet. Chandler war vorher Konstrukteur bei der Lozier Motor Company, einem Hersteller von Luxusautomobilen. Chandler und etliche andere Führungskräfte verließen Lozier und traten in die neu gegründete Chandler Motor Company ein.
Chandler konzentrierte sich darauf, ein Mittelklasse-Automobil von guter Qualität herzustellen. Chandler-Automobile wurden vom Markt gut angenommen.

## Fertigung
1920 hatte Chandler eine Modellpalette von sechs Automobilen zu bieten, die zu Preisen von 1995 bis 3595 US-Dollar angeboten wurden. 1922 waren es zehn Modelle, die zwischen 1495 und 2375 $ kosteten. Wie viele andere Automobilhersteller im mittleren Preissegment führte auch Chandler ein billigeres Fahrzeug für Firmenflotten ein. Dazu gründete er die Cleveland Automobile Company mit der Marke Cleveland.
Chandlers bestes Jahr war 1927; er verkaufte 20.000 Autos. Man hoffte, den Absatz weiter steigern zu können und expandierte daher im Folgejahr zu stark. Das Geschäftsjahr 1928 musste die Firma mit über 500.000 Dollar Schulden abschließen.
1929 wurde die Chandler Motor Company von ihrem Wettbewerber, der Hupp Motor Car Company, die ebenfalls expandieren wollte, aufgekauft. Hupp war nur an Fabrik und Maschinenpark interessiert und stellte die Marke ein.
Die Chandler hatten, wie die meisten Automobile, die vor der Einführung der Ganzstahlkarosserie als Industriestandard entstanden, Karosserien, die aus mit Blech beplankten Holzrahmen bestanden. Wegen der mit der Zeit undicht werdenden Stoffdächer faulten die Holzrahmen nach einigen Jahrzehnten weg, daher haben von den Automobilen aus dieser Zeit nicht viele überlebt.

## Modelle
| Modell                          | Bauzeitraum | Zylinder | Leistung         | Radstand     |
| ------------------------------- | ----------- | -------- | ---------------- | ------------ |
| 14 / 15 / 16 / 17               | 1913–1917   | 6 Reihe  | 27 bhp (20 kW)   | 3048–3124 mm |
| 18 / 19 / 20                    | 1918–1920   | 6 Reihe  | 30 bhp (22 kW)   | 3124 mm      |
| 21 / 22 / 23                    | 1921–1923   | 6 Reihe  | 45 bhp (33 kW)   | 3124 mm      |
| 32-A / 33 / 35                  | 1924–1926   | 6 Reihe  | 55 bhp (40 kW)   | 3124–3150 mm |
| Standard Six / Special Six / 65 | 1927–1929   | 6 Reihe  | 55 bhp (40 kW)   | 2769 mm      |
| Royal Eight / Royal 75          | 1927–1929   | 8 Reihe  | 75 bhp (55 kW)   | 2997 mm      |
| Big Six                         | 1927–1929   | 6 Reihe  | 83 bhp (61 kW)   | 3150 mm      |
| Royal 85                        | 1929        | 8 Reihe  | 85 bhp (62,5 kW) | 3150 mm      |

Quelle:

## Produktionszahlen
| Jahr  | Produktionszahl |
| ----- | --------------- |
| 1914  | 2.730           |
| 1915  | 3.890           |
| 1916  | 3.910           |
| 1917  | 3.515           |
| 1918  | 3.460           |
| 1919  | 3.670           |
| 1920  | 4.773           |
| 1921  | 5.183           |
| 1922  | 6.870           |
| 1923  | 11.212          |
| 1924  | 10.416          |
| 1925  | 10.416          |
| 1926  | 20.268          |
| 1927  | 18.461          |
| 1928  | 15.530          |
| 1929  | 7.613           |
| Summe | 131.917         |

Quelle: